# Michail Alexejewitsch Smirnow

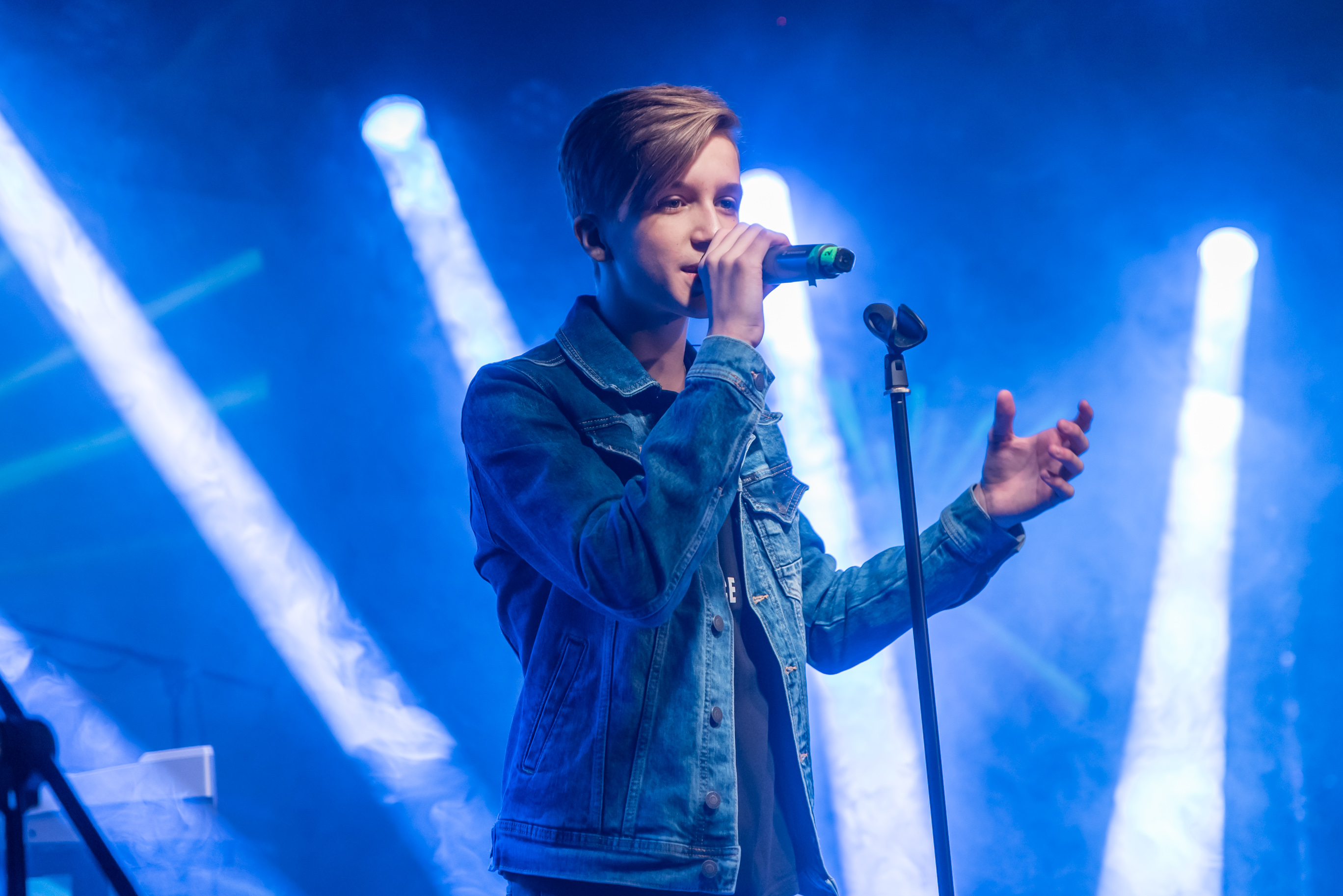
Michail Smirnow (2018)

Michail „Mischa“ Alexejewitsch Smirnow (englische Transkription: Mikhail „Micha“ Alekseevich Smirnov; Russisch: Михаил „Миша“ Алексеевич Смирнов; * 30. April 2003 in Moskau) ist ein russischer Kindersänger und Schauspieler.

## Leben
Michail Smirnow wurde am 30. April 2003 in Moskau in einer Mathematiker-Familie geboren; beide Elternteile absolvierten die Fakultät für Mathematik und Mechanik der Staatlichen Universität Moskau. Als er drei Jahre alt war, begann Michail plötzlich zu stottern und seine Eltern schickten ihn als Therapie zum Gesangsunterricht. Dort erkannte seine erste Gesangstrainerin Julija Narnizkaja (Юлия Нарницкая) bei ihm ein gutes musikalisches Gehör und ein gutes Gesangspotenzial.

### Musikalisches Wirken

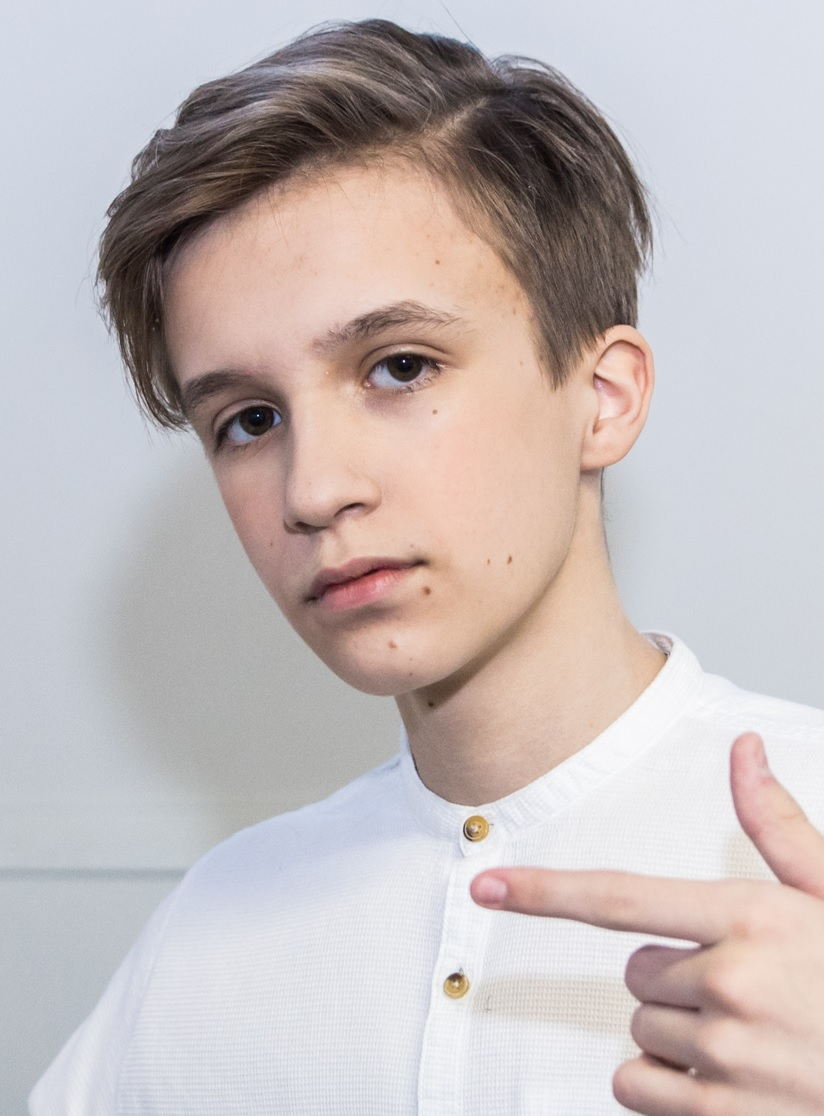
Michail Smirnow (2018)

Nach und nach erlangte er Fähigkeiten, um bei verschiedenen Wettbewerben aufzutreten und Preise zu gewinnen. Im Alter von acht Jahren ging Smirnow in ein anderes Studio, Ljudmila Simon (Людмила Симон) wurde seine neue Gesangslehrerin. Smirnow erreichte professionelles Niveau und erzielte mit ihr wichtigste Siege.

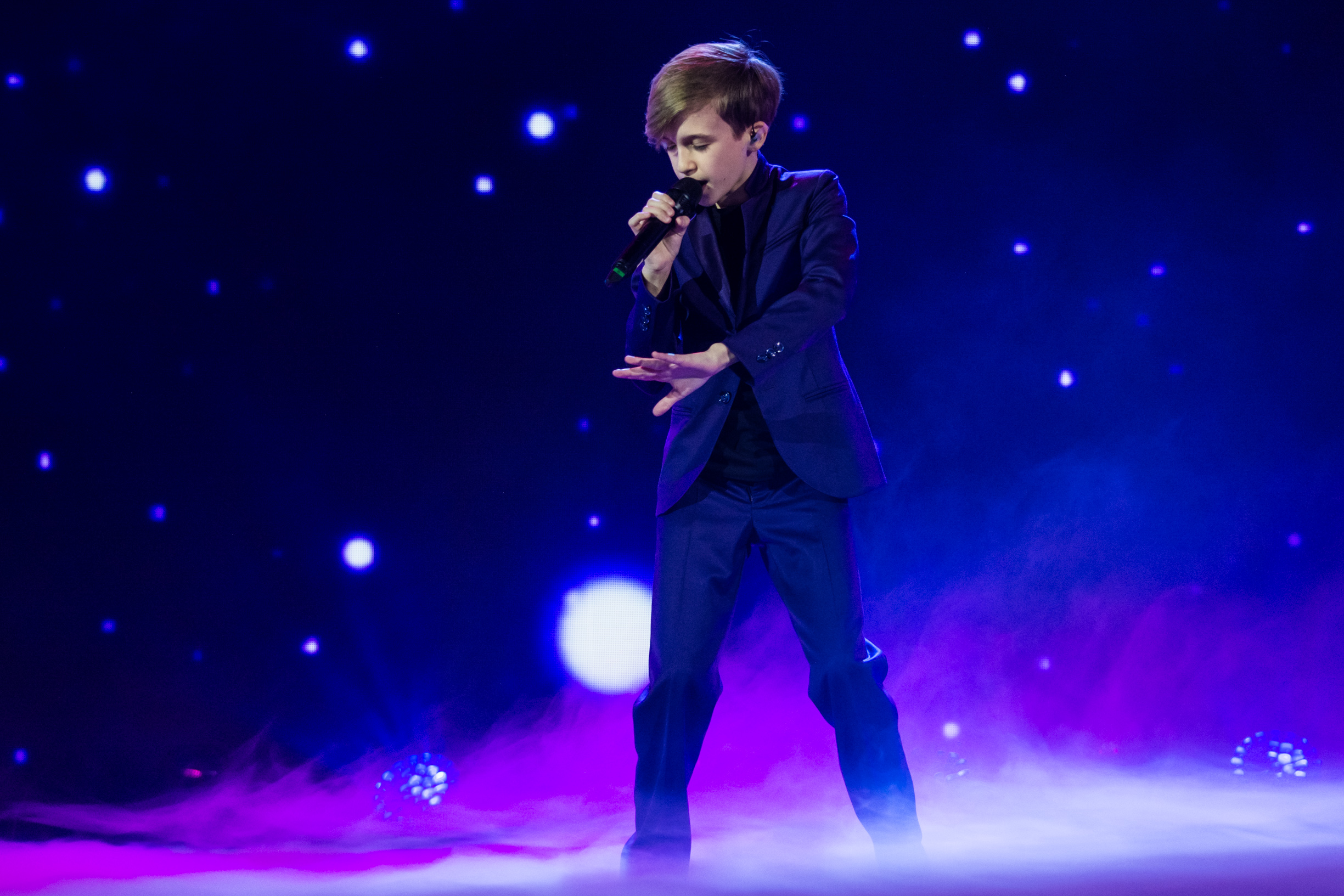
Michail Smirnow beim JESC 2015

Er vertrat Russland beim Junior Eurovision Song Contest 2015 mit dem Song „Mechta“ (Russisch: Мечта, Deutsch: Traum), wo er Sechster wurde. Michail gewann eine Vielzahl nennenswerter Preise bei verschiedenen russischen und internationalen Gesangswettbewerben, betrachtete aber das Erreichen des Finales der 2. Staffel der russischen Ausgabe der TV-Show „The Voice Kids“ (Голос. Дети) als bislang größten persönlichen Erfolg.

### Fernsehen
Von 2015 bis 2017 moderierte er in der Sendung „Top 10“ (Горячая Десяточка) des Kindersenders Carousel (Карусель).

### Schauspiel

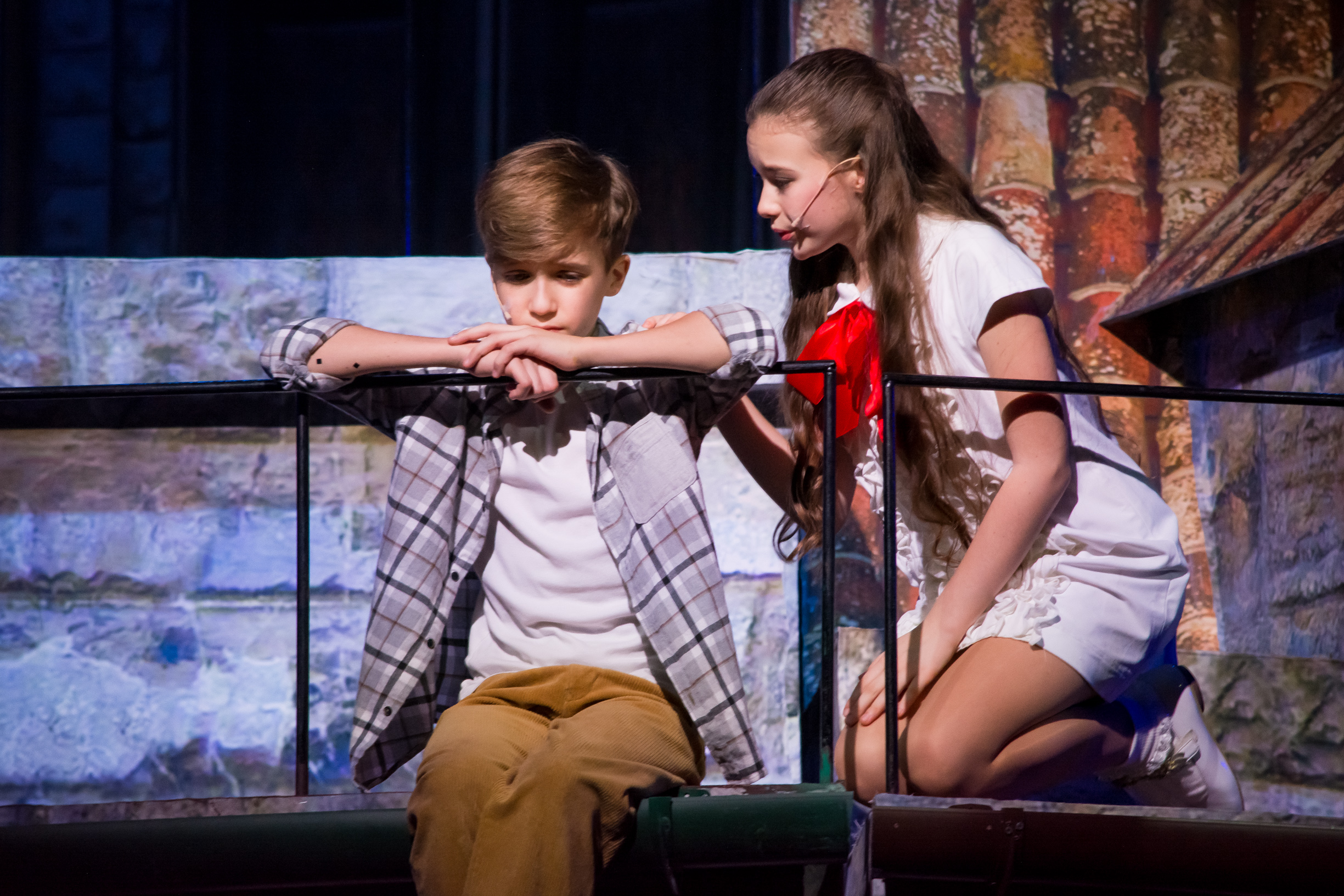
Michail Smirnow und Veronika Ustimowa Musical „Die Ballade eines Herzens“ (2015)

Im Jahr 2012 trat Mischa Smirnow im Moskauer Internationalen Haus der Musik in der Rolle als „Maugli“ (Маугли) im Musical Мы Одной Крови („Wir haben ein Blut“) auf.
Im Dezember 2015 wurde das neue Musical „Die Ballade eines Herzens“ uraufgeführt, in der er die Hauptrolle als „Aljoschka“ (Алёшки) spielte.

## Diskografie
- 13. September 2015 – Mechta (Traum)
- 3. Mai 2016 – Nash Dom (unsere Heimat)
- 12. März 2017 – Parashyut (Fallschirm)
- 23. April 2017 – Virazhi (Drehung)
- 13. Mai 2017 – Nochnoy Izgoy (ein Ausgestoßener)
- 29. Mai 2017 – Ne Khvatayet (Nicht genug) (mit Arina Danilova)
- 24. Juni 2017 -Opisat Tebya (Fragen Sie nach)
- 15. Juli 2017 – Prosti (Entschuldigung)
- 5. August 2017 – Vechnost (Eternity)
- 28. Oktober 2017 – 03
- 25. November 2017 – Ubegay (weggelaufen)
- 30. Dezember 2017 – Byli Schastlivy (Wir sind glücklich)